# Caradrina griseoalba
Caradrina griseoalba är en fjärilsart som beskrevs av Igor Kozhanchikov 1937. Caradrina griseoalba ingår i släktet Caradrina och familjen nattflyn. Inga underarter finns listade i Catalogue of Life.